# ソウルクレイドル 世界を喰らう者
『ソウルクレイドル 世界を喰らう者』（ソウルクレイドル せかいをくらうもの、英：Soul Nomad & the World Eaters）は、2007年2月15日に日本一ソフトウェアから発売されたPlayStation 2用のシミュレーションRPG。2007年9月25日には、北アメリカでも日本一ソフトウェアの子会社NIS Americaから発売された。キャラクターデザインはtoi8。ゲストイラストレーターとして原田たけひとが参加している。音楽は佐藤天平。
最大9人から構成される部隊を1つの単位として、複数の部隊から構成される自軍を操作するシミュレーションRPGである。初回限定版には設定資料集、サウンドトラックCD（2枚組）が付属する。日本一ソフトウェアの別作品『グリムグリモア』とのコラボレーションとして、両作品に登場するキャラクター、ルジェ・ペシェがおり、その特設サイトが開設された。

## システム
キャラメイク
ディスガイアシリーズのように職業の上位種などは存在しない。しかし、作成時に必要なGP（ギグポイント。お金のようなもの）を消費することでレベルが最初から高い状態で作ることができる。作成時のレベル上限は主人公のレベル。
ギグコマンド
ギグの力の一端。敵や町人からアイテムを盗んだり、町人にケンカを吹っ掛けるといったことが可能。
必殺技
部隊のリーダーが使用可能な大技。回数に制限がある。通常攻撃が終了した後に発動し、発動前に全滅させた場合も使用回数が減少する。反撃時には発動できない。
連携技
特徴は必殺技と同じ。3つのタイプが存在する。
固有キャラクター同士の連携技
固有キャラクターが同部隊にいる場合に発動可能。キャラクターの配置は問わない。どちらかがリーダーである必要がある。
攻撃タイプによる連携技
キャラクターには近接・射撃・魔法の3タイプがあり、部隊の前列・中列・後列に特定の組み合わせと人数で配置されている場合に発動可能となる。リーダーが組み込まれている必要は無い。
同職業による連携技
部隊内に同じ職業のキャラクターが一定数以上いる場合に発動可能。人数によって効果が上昇したり回数が増えたりする。これも発動にリーダーが組み込まれている必要は無い。
部屋
部隊は部屋という最大3×3の9マスの台座の上に像（キャラクターのこと）を配置することで編成できる。部屋には前列・中列・後列とあり、配置によってキャラクターの攻撃方法が変わる。また、いくつか能力があり、後述の能力を利用することで戦闘を有利に進められる。
部屋効果
部屋には部屋効果という特殊能力がある。部屋効果にはその部屋が最初から装備している固定部屋効果と、1ステージクリアするとなくなるが最大3つ（空き部屋は固有能力がないので4つ）まで装備させられる装備部屋効果がある。これらは味方だけでなく敵も装備しており、実に多くの部屋効果が存在する。
部屋パワー
部屋パワーとは像強化、つまりキャラクターの強化に必要な数値である。RPと表記される。強化できるのはレベルアップでは決して成長しない5つのパラメータである。移動距離や必殺技の使用回数、射程などを上げることができる。
強化の試練
ディスガイアシリーズにあるアイテム界と似ている。部屋を選択して強化の試練に突入するとランダムステージで戦闘が始まる。ステージごとに特殊なルールがあり（取得経験値2倍、毎ターン敵レベルアップなど）、一定のターン数が経過するか部屋のボスを倒すとさらなる階層に進むことができ、クリア報酬と部屋パワーが手に入る。
レベルアップにも最適だが、最大の利点は20階クリアするごとにその部屋の配置人数が1マス増加するうえ、部屋効果も効果が上昇していくことにある。
マイホーム
部屋は部屋入れ替えによってランダムで種類と配置パターンを変えることができるが、部屋を購入してマイホームを入手すると、その部屋を呼び出して使うことができる。最初は5マスの部屋だが、強化すれば最大人数まで配置できるようになる。また、マイホームは1つしか使用できないが、強化した状態が保存されるため、いちいち部屋を強化しなおす必要がないのが利点である。

### 裏ルート
2周目以降、ある条件を満たすと裏ルートへ行くことができる。ギグと融合させられるために育てられたことを知ったことで心の闇を爆発させた主人公が、ギグと共に殺戮の快楽や嗜虐心のままに力を振るい、世界を敵に回して破壊し尽くすという内容である。主人公がギグも呆れるほどの非道な行為を繰り返したり、一部の登場人物の性格が表ルートと著しく変わっていたりしている。
仲間になるキャラクターはコーホートのみが表ルートと共通している（能力値は別キャラクター扱い）。

### 個別END
表ルートでは各キャラクターごとに確認できない隠しパラメータ、好感度が存在する（コーホート、ピーナ、アグリッピなど、主人公との連携技がないキャラクターにはない）。好感度は劇中の選択肢によって増加し、減少させることは出来ない。
また、戦闘中に主人公と固有キャラクターの連携技を使うことでそのキャラクターの好感度を1増やすことが出来る。好感度は大筋のストーリーや戦闘には関係しないが劇中のイベントや選択肢を変化させる事があり、それぞれの人物像を知る事ができる。
通常のエンディングを迎えた際、好感度が最も高いキャラクターと主人公のその後が描かれた話が展開され、その場面の一枚絵を見る事ができる。男女で一枚絵が異なる場合も存在する。
なお、ギグにも好感度と個別ENDは存在するが、好感度を増加させられるのは選択肢のみであり、主人公の必殺技「殺神遊戯」を使っても好感度は上がらない。

## ストーリー
かつて世界は、突如現われた一つの「影」と三つの巨人により崩壊の危機に見舞われた。長い戦いの末に、世界統一を成し遂げた覇王メディアンの娘、「灼連の術師」レナが「影」を滅ぼしたが、影と共に現れた巨人“世界を喰らう者”は主を失っても存在し続けていた。
それから200年後のタマイト暦800年。レナが治める荒野の隠れ里に住む十七歳の主人公とその幼馴染であるダネットは、ある日育ての親であるレナに呼ばれ、里の守部として武器を授かることになる。主人公は漆黒の長剣を授かるが、手にしたとたんその長剣は黒い力を放ち喋りだす。
その剣はかつて滅ぼされた「影」の魂を封印したもので、「影」は主人公と融合し、気絶した主人公の意識の中に現われて自らをギグと名乗り、主人公の肉体を奪おうと契約を持ちかける。それは主人公が望めばギグはさらなる力を主人公に貸すが、力を貸せば貸すほど肉体の支配権はギグに移っていくという取引だった。当然拒否する主人公だったが、ギグは意味深な笑いを浮かべ「待っている」と告げる。
気絶から目覚めた主人公は、レナから世界が滅び始めていること、表立った活動を止めていた“世界を喰らう者”に再び活動の兆しが現われたこと、それらを阻止し世界を救うためにレナはギグの強大な力を利用できる人間を求めて主人公を育てていたことを告げられ、主人公はパートナーのダネット、そして自らと融合したギグと共に“世界を喰らう者”を倒す旅に出ることになる。

## 用語
世界を喰らう者
タマイト暦600年にギグと共に現れた3基の巨人。いずれも強力な力を持ち、世界をギグと共に破壊した。正確には下級の神の一種で、3基の他にも存在する。
緋涙晶（ひるいしょう）
緋色で弧を描いた形の人の魂の結晶。強い魂の力がある者が未練や強い想いを残して死ぬと緋涙晶になる場合がある。魔術の力を引き上げる力があり、数が増せばさらに力を増幅させるが、材料が材料なため、これを用いることは禁呪とされ、使い方を知るものは僅かである。庶民の間ではその名を口にすることさえ躊躇われるほど。緋涙晶は魂の意思や自我が残っている場合があり、中には自発的に呪いをかけるものさえ存在する。
ホタポタ
オウビスカ特産の食材。植物の類のようである。黄色い果実で、果実を包むように大きな茶色のヘタがついている。甘い蜜と瑞々しさが特徴。ギグの大好物。
赤禍（せっか）
かつて世界中で多数の死者を出した病。敗血症を起こして全身に赤い斑点が浮かぶなど、黒死病に似ている。水棲族の女王の癒しの力を以ってしても治癒することが出来ない。その特効薬は豪商が破産するほどの値がついていた時もあり、当時ほどではないにしろ未だ高価である。
実は世界を喰らう者の一基、ヌトラがばら撒いていた。
種族
人間族
一般的な人間と特に変わらない姿をしている。最も人口が多い。特殊な能力を持たず武器戦闘や魔術では多種族に一歩譲るが、様々な分野で知恵が回る。国家の重要人物などはほとんど人間族である。
伝承によれば、神によって最後に生み出された種族である。
セプー
後述のレッドフォッドと同じタウロス族だがより人間に近い。顔や体格は人間と変わらないが、頭部に小さな角が二本生えており、膝から下が逆脚で蹄であるため靴を履かない。体格や筋力が人間より優れている。実直で俊敏。
伝承によれば、かつてはレッドフォッドと明確な分類がなかったらしい。愚かだったが故に神の言葉を誤解して自滅した。
レッドフォッド
セプーと同じタウロス族。大きな二対の角を持つ牛そっくりの頭部と、赤く逞しい肉体が特徴。200歳前後まで生きる長命な種族だが、大戦により特に女性が命を落とした事で数は少ない。劇中でも女性のレッドフォッドは登場しない。
水棲族
その名の通り水の都に住む種族。女性だけの種族であり、多種族と交配して子孫を残す。水色の体と水かきのある大きな腕が特徴。水を操る術を持つ。女王以外は総じて貧乳であり、彼女らは女王の母乳で育つため全員が姉妹という強い絆を持つ。
伝承によれば、特に問題など起こさずに生きていたものの子孫を残せず潰えた。
ワーウィン族
人間の体に大きな翼を持つ種族。後述のクピト族と同じく多くがエルスバーグ共和国に住んでいたが、10年前消失したため大陸中に散らばっている。女性の方が男性より体格が良く男勝りで、男性は家事に専念することが多い。
伝承によれば、地上を離れ空の彼方に消えていったらしい。
クピト族
人間の子供のような姿と、翼を持つ種族。全体的に歳をとっても童顔な者が多い。エルスバーグ共和国消失後は多くが廃墟プルキニエに住んでいる。
竜人族
顔や体格は人間と変わらないが、枝分かれした二対の角が生えている。強力な魔力を持つ種族で、男性は攻撃系の魔術、女性は敵を幻惑する術を口伝で習得する。中でもイード一族は竜人族最強の家系である。
伝承によれば、賢く優秀であり、他種族のような問題もなく繁栄したがゆっくりと衰退していった。
ガジル人
ガジル界の人間。顔は性別ごとにすべて同じで、個性が欠落しており、寿命は30歳程度。剣などを扱え、宮殿などを守っている赤市民とそれ以外の青市民に分かれる。

## 登場人物
主人公（デフォルト名・リベア）
声 - 西健亮 / 菊池由起子
男女選択、名前変更可能。17歳。「世界を喰らう者」を倒して世界を崩壊から救うためにギグと融合し、幼なじみのダネットと共に「世界を喰らう者」を倒す旅に出る。
口数は多くないが基本的に優しい性格で、荒っぽいギグともそれなりにやっていける大らかな感性を持つ。実はギグに匹敵するほどのホタポタ好きである。
その出生には大きな秘密があり、ギグとの融合後に夢で見る自身も知らない記憶や、真実を知る者との出会いで自身の正体を知っていく。
正体はレナ＝ベルビウスによって生み出された下級神｢世界を喰らう者｣にして、覇王メディアンの息子の転生体。ガジル人そっくりの顔をしており、二つの世界のバランスを取り戻すべく作られた。
裏ルートではあまりに異質な精神を有し、決められた人生を歩むことに反発してギグの力を悪用。世界を破滅に導く｢喰世王｣を名乗る。ただし、ギグの力の乱用によって度々深い眠りに陥ってしまい、その間はギグが体を支配して行動する。そのため目覚めるたびに周囲の状況が大きく変化している。
正規ルートの仲間や敵を相手取る最終決戦では、勝敗によってエンディングが分岐する。
『魔界戦記ディスガイア3』にダウンロード追加キャラクターとして女主人公がゲスト出演している。セリフは「…………」のみ。ギグとだけ意志の疎通が出来る。性格は正規ルート準拠だが、『喰世王』のスキルを持っている。
ギグ
声 - 笹沼晃
 ??歳。正体不明の男。かつて影と呼ばれ、3基の「世界を喰らう者」を指揮して世界を破壊し尽くし混乱させた。灼連の術師レナに敗れ魂を漆黒の剣に200年間封印された後、新たな肉体を得ようと待ち続ける。主人公と融合してからは体を乗っ取って再び世界を破壊しようとしている。
性格は横暴で自己中心的かつ破壊を好む。ほとんどの種族を「ゴミむし」と呼んで蔑むが、主人公のことは相棒と呼んでいる。主人公とは知覚を共有しており、融合してから味を知ったホタポタが大好物。力を貸すのは取引だと言っているが、部下の裏切りに激昂した時は無償で力を貸すほどプライドが高い。
元々はハーフニイス界の｢死を統べる者｣ヴィジランスだったが、ガジルの計略によりメディアンに殺され、魂を黒く染められギグとして新生した。その後はハーフニィス界に送り込まれ、「死を統べる者」としての権能で死者の魂をガジル界へと送った。
表ルートでは主人公の世界を喰らう者としての力を吸収して(曰く、契約の逆バージョン)ガジルを倒すものの、力を使い果たして消滅。しばらく経ってからハーフニイスによって転生したようである（詳細はギグエンドにて）。裏ルートでは主人公を気に入って力を貸し隠れ里を壊滅させる。その後は各地を蹂躙しながら南下し、オウビスカに「魔侮堕血」帝国を建国した。最終決戦での勝敗によって、彼の結末も変わってくる。
『魔界戦記ディスガイア3』『魔界戦記ディスガイア2 PORTABLE』『魔界戦記ディスガイア4』にダウンロード追加キャラクターとしてゲスト出演している。
ダネット
声 - 斎藤千和
17歳。セプー族の少女。主人公の幼なじみで、レナや主人公のことを信頼している。
人を疑わず、まっすぐな性格だがやや怒りっぽい。人の名前を覚えることが苦手で、主人公は「お前」、ギグを「（お前の）中のお前」、世界を喰らう者を「世界を何たら」などと呼ぶ。記憶力の悪さは彼女の過去の記憶がない事に関係がある。
『魔界戦記ディスガイア3』ではダネット自身を操作することは出来ないが、女主人公が本作でおなじみの連携技を使用するときに登場する。
レナ
声 - 松久保いほ
265歳。覇王メディアンの娘で「灼連の術師」と呼ばれる伝説の術師。200年前にギグとの戦いで相打ちになり死んだとされていたが、隠れ里で身を隠しながら生き続けていた。主人公やダネットの育ての親。
かつてギグに一度殺されたが直後に蘇っており、異常な長寿を誇る人知を越えた存在。
現在レナの体に宿っているのはハーフニイス界の｢生を統べる者｣ベルビウスである。かつてレナに敗れ、その際にレナと契約してその身に宿り、力を貸していた。
本物のレナはギグとの戦いで命を落としており、その際に入れ替わっている。レナは存在を保ったままガジル界へと送られ、その動向を探っていた。ガジル人と全く違う外見のため、周囲から散々変な顔と言われていたらしく、レナエンドにおいてはガジル人と同じ顔の主人公に無意識に殴りかかったりしていたらしい。レナ本人は術師ではなく剣士である。
レビン
声 - 鈴木達央
18歳。セプー族の少年。リタリーと共にクラスターに仕え、オステカの町で門番をやっている。
大雑把な性格でミスも多いが、真っ直ぐな態度や実力から信頼されている。体の弱い姉を気にかけているが、そのせいでシスコン扱いされることも。旅で出会ったドリーシュに好意を持つようになる。
実は｢世界を喰らう者｣ラスキュランの魂が宿っており、レビン本人の魂はとうの昔に消えている。姉を気にかけていたのはシスコンなどではなく、操り人形としてのぼろが出ないか見張るため。しかしドリーシュに好意を抱くなど主人公たちと行動することで少しずつ性格が変わっており、姉を仮死状態にさせた後にラスキュランとして主人公たちと対決しエンドルフによって倒される。実は完全には死亡しておらず、そのため主人公がガジル界に突入したことでハーフニィス界に「統べる者」と「世界を喰らう者」がいなくなった際に世界は崩壊しなかった。レビンエンドにおいて再びセプーの肉体に宿っているが何故生きているのか本人にも分かっていない。
裏ルートでは主人公とオステカで戦った時に力の一部を発揮し退けたことから英雄と称えられる。最終決戦でレビンの肉体を捨て、ラスキュランとして復活。「気に入った」という世界と人々を守るため、先陣を切る。
リタリー
声 - 萩道彦
25歳。人間族。オステカの町でレビンと共にクラスターに仕える、非常に存在感の薄い男。その影の薄さゆえか、スパイ活動が得意で気付かない間に消えて気付かない間に戻ってくる。元は料理人志望であり、料理が得意。女っぽい名前を気にしている。ただし女装をしたことがある。
クラスターからは、主人公たちの監視と「昨日の風」についての情報収集といった別命を受けていた。
クラスター
声 - 野中秀哲
33歳。人間族。オステカの町の商業組合のボス。個人から国まで、様々な相手に商売を持ちかける。主人公とギグの力に興味を持つと同時に不安を抱き、リタリーを通して彼らを裏で見張る。
最初こそ主人公たちを危険視していたが、主人公たちに本心から協力するようになる。ジンバルト曰く、元来は熱い性格らしい。
ユーフォリア
声 - 山本麻里安
21歳。セプー族。レビンの姉。病弱で常におっとりとしている。もてなしに振舞う料理は想像を絶する破壊力を持つ。エンドルフに助けられて以降、彼に好意を持つ。
実はラスキュランによって操られて心を失っており、本人の自我はない人形に等しい。しかしレビン（ラスキュラン）の性格の変化で少しずつ心を取り戻し始める。作中で赤禍によって死亡し退場するが、レビンの好感度が高い場合においては実はエンドルフから離すために仮死状態にされた上で別の場所に送られていたことが判明し、エンドルフエンドにおいては彼と結婚している。
ジンバルト
声 - 西健亮
20歳。人間族。クラスターの弟。歳の離れた兄の近頃のらしくない姿を心配しながらも尊敬しているが、その優秀さに時にコンプレックスを感じて反発することも。将来の頭髪について不安に思っている。
裏ルートで仲間になる固有療術師。「昨日の風」のロドと共に主人公の傘下に加わる。
コーホート
声 - 梶裕貴
26歳。人間族。レイド国騎士団副団長。性格は典型的な小物で、虚言の報告や部下に怒りをぶつけたり、また団長であるソーンダイクを疎み妬んでいる。
表ルートではソーンダイクの死後改心し、まともな性格となってフィーヌとの戦いをアシストした。後にレイド国の国民と共に海を渡り、大統領に就任している。
裏ルートでは発狂してしまい、ある段階で主人公が目覚めた時には死亡していた。
ソーンダイク
声 - 丹沢晃之
36歳。人間族。レイド国騎士団長。騎士道を重んじ誇り高く、国民や家族や部下を守り信じるその性格から、国民に慕われている。
裏ルートでは主人公誅殺のために騎士団と共に赴くが、ピネを人質にとられて水棲族と同士討ちを始める。ピネを救うためにヨストを説き伏せ、主人公たちに降るも精神に異常をきたしてしまった。しかしそれは演技で、ヨストとの戦いでは本心から殺戮を楽しんでいたことを明かした。
ストランズ8世
声 - 野中秀哲
人間族。レイド国の国王。国民に自由にさせる良き王として支持されているが、裏でフィーヌの力を我が物にするという野望を進めている。傲慢で矮小な人物で、フィーヌとの同化を図るも失敗。激昂したフィーヌによって国を消滅させられ、自身はフィーヌに取り込まれて死亡した。
ヨスト
声 - 宮川美保
28歳。水棲族のリーダー（トップは別に女王がいる）である女性。血は繋がっていないものの、ピネに対して親バカである。人間を信用していなかったが、主人公たちの仲介によって和解している。
彼女のエンドでは、世界に秩序が戻って子供が生まれるようになったことが分かる。
裏ルートではレイド国騎士団と共にピネを救うべく水棲族を率いて隠れ里に突入。ピネを人質にとられ、その愚直さゆえに騎士団と同士討ちを始めてしまうが、ソーンダイクを信じてその場を退いた。最終決戦ではソーンダイクと戦った際、彼の高潔な人物が失われたことに深く失望する。
アレキシミア
声 - 水落幸子
235歳。水棲族の女王。下半身が魚、巨乳、瀕死の人間を復活させるほどの癒しの力など、他の水棲族にない特徴を備えている。陸には上がれない。世界を喰らう者の一基、フィーヌを強く憎悪している。
裏ルートでは最終決戦でイードの魔術によって迷いの森に転移。陸に上がれない無理を通してその癒しの力でサポートを行った。
ピネ
声 - 藤井美波
11歳。とある事情で3歳の頃から水棲族に育てられている、人間族の少年。物怖じしない性格で、大人たちを振り回す。善悪の概念に乏しく、良くも悪くも誰にでも分け隔てなく接する。
裏ルートでは、その性格が完全に悪い方向に発揮され、主人公たちの暴虐すら楽しんでいた。
イード (?)
声 - 石井一貴
40歳。竜人。妙な仮面を被っている。世界に名を馳せる「邪眼の術士イード」を名乗って追いはぎをしているが妙にヘタレ。エンドルフを先生と呼び慕う。クピト族に救われた過去からクピト族を大切に思っている。ファンクスと普通に会話ができるという特技の持ち主。いつも顔に死相が出ているらしい。
本名はヨード。イード一族の落ちこぼれであるが、エンディングでは9代目イードの座に就いており、軍事大国を平穏な農業国に変えるべく日々奮闘している。
裏ルートではその秘めたる魔力を開花させ、イードに認められるほどの実力となった。イップスとの連携技「金塊落撃の大魔術」は裏ルート限定。
ゲシュタル (?)
声 - 鈴木勝美
49歳。セプー族。イード (?) が2匹の魔物と共に引き連れている男。見た目は普通のおっさん。言葉に独特の訛りがある。オウビスカのスラムで農業用ファンクスのコロとロコ、病床の妻とホタポタを作りながら生活している。
エンドルフ
声 - 鳥海浩輔
35歳。人間族。金持ちだけを狙っている賊の頭。15年程前瀕死の火傷を負っているところを水棲族女王アレキシミアに助けられる。「もう戻れない世界（本人談）」ではウォルナットと名乗っていた。
作中、ラスキュランにサイコバーガンディを放って消息不明になるが、エンドルフエンドの条件を満たせばユーフォリアとともに生存していたことが分かる。
シェマ
声 - 水橋かおり
2?歳。人間族。賊の頭だったが、決闘の末エンドルフにその座を明け渡している。世の中を嫌い自分自身すら嫌っている。ある過去から金持ちより貧乏人が嫌い。
かつては貴族の娘だったが、赤禍の薬を独占しているという被害妄想に駆られた貧乏人によって親を殺され、妹とも離れ離れになってしまった。最終的には再会した妹を助けるために赤禍によって倒れる。
裏ルートではエンドルフに嫌気が差して主人公の傘下に入る。後にドリーの姿を見て絶望。更に世界を憎悪する。
ピーナ
声 - 竹達彩奈
15歳。イード (?) と仲の良いクピト族（有翼人）の少女。独特のなまりでしゃべる。アグリッピとの連携技は作中最高のダメージ倍率を誇る。
アグリッピ
声 - 山口茜
13歳。クピト族の少年。ピーナ同様イード (?) と仲が良い。イード (?) が死んだと思い葬式を挙げたらしい。
ドリーシュ
声 - 中原麻衣
16歳。人間族。豪商ホーソンの一人娘。ガンツフルトと過去に縁がある。親しい者からはドリーと呼ばれる。
正義感が強く、優しい性格だが世間知らずなのが玉にキズ。口癖はガンツフルトが教えた「すっとこどっこい」。
実はシェマの妹であり、ホーソンには誘拐・人身売買組織｢昨日の風｣を通じて売り渡された。
裏ルートではある事件により幼児退行を起こしている。
ホーソン
声 - 野中秀哲
人間族。コーシャスの町の豪商でドリーシュの父親。
詳細は不明だが、ドリーシュ以前にも娘が存在していたが一定の年齢になると姿を消している。それらは、全て昨日の風から買い取ったものと思われる。
ガンツフルト
声 - 西前忠久
217歳。レッドフォット族の老人。元は荒野の隠れ里に住んでいたが、10年前にレナの計画を危険視し離反したが旅の途中の主人公たちと出会い、監視するために同行する。ドリーシュを山賊から救ったことがある。
クルテッグ
声 - 東條加那子
 ??歳。竜人。新興宗教「ヌトラ教」の教祖。その美貌と巧みな話術で信者は増え続けている。実は男である。
裏ルートではヌトラの無様さに失望し、偽の神呼ばわり。ギグの声と強大な力を持つ主人公を神と崇め、同行する。
ロド
声 - 細井治
29歳。セプー族の男。人身売買組織「昨日の風」のボス。
クラスターとは浅からぬ関係であり、クラスターはロドの改心を願っていたが、結局それは果たされなかった。
裏ルートでは主人公に取り入るも裏切り、姿を消した。
ディネス
声 - 松久保いほ
12歳。人間族。オウビスカ国女王。両親を相次いで亡くしわずか10歳で王位についた。宰相であるイードを全面的に信頼し頼り切っている。
イード
声 - 萩道彦
25歳。竜人。大戦以前から歴史を持つイード一族の出身で8代目の「邪眼の術師イード」。高い実力を持った術者でイード一族の長年の無念を晴らそうと画策する。
野望のため、緋涙晶を集めてガジル界へゲシュタルとともに赴こうとしていた。ラスキュランの魂をレビンの体に入れた張本人。
裏ルートでは主人公を迷いの森に一年ほど封じ込めることに成功。その間他の者たちと共に研鑽を積み、最終決戦に挑む。
ゲシュタル
声 - 丹沢晃之
 ??歳。人間族。イードが2匹の魔物と共に従えている「炎獄の剣士」と呼ばれる謎の男。歴代のイードがいつの頃からか引き連れていた。
実はイードによって蘇生された覇王メディアンであり、緋涙晶によってその魂を繋ぎ止められている。自分をはめたガジルに復讐するためにイードとともに暗躍する。
メディアン
声 - 丹沢晃之
人間族。数百年前、漆黒の剣を振るい人間でありながら想像を絶する強さで世界を統一した覇王。しかし、当時は不治の病であった赤禍により嫡男を失い、統一より10年後、ある者に倒され命を落とす。
ガジルによって｢死を統べる者｣を殺せば息子のような悲しいことはなくなると吹き込まれてヴィジランスを殺すが、直後にベルビウスによって葬られた。
条件を満たせば作中最強の敵である彼と戦うことができる。レベルは2000と、他の日本一ソフトウェアのゲームで言えば魔王に匹敵する強さである。勝敗によって2つのエンディングがある。勝った場合もバッドエンドと言わざるを得ないが、次の周回からレベル2000の覇王メディアンが仲間になっている。
レナ
声 - 河本明子
人間族。覇王メディアンの忘れ形見。その姿は250年前の16歳の頃のもの。ベルビウスの計略でガジル界にその魂を置いている。
父譲りの恐るべき剣の使い手であり、父の仇であるベルビウスを瀕死に追い込んだ。しかし「生を統べる者」の死と共に世界が崩れ始めたのを見て過ちに気付き、その体をベルビウスと共有する事で崩壊を防ぐ。以来、ベルビウスの力により灼連の術師と呼ばれる程の力を手に世界を安定に導いた。
全住人が同じ顔のガジル界において、延々と変な顔と言われ続けたことでガジル人に鬱憤がたまっており、平和になった後もその顔を見ると唐突に切れることがある。
フィーヌ
声 - 山口茜
世界を喰らう者。唯一の女性型だが最も力が強い。ギグの指揮の元、破壊を続けていたがギグが敗れてからは動きが沈静化しレイド国の傍にいる。なお、言葉のようなものを発するが、ギグなどにしか分からない。
実は、かつてハーフニイス界の死を統べる者になるはずだった女性、レシリエンスの魂が封じられており、今もその自我は残っている模様。
ヌトラ
声 - 西健亮
世界を喰らう者。力は強くはないが他の2基より知能が高く、ギグが封印されてから人間を研究し続け、単独で彼らを利用し弄ぶようになる。分身を生み出したり透明になったりなど小手先の技が多いが、ギグのサポート抜きで撃破されるなど他2基と比べて格段に弱い。ヌトラ教の「神」とされている。赤禍を昔から今までばら撒いている張本人。
ラスキュラン
声 - 鈴木達央
世界を喰らう者。硬い体表を持つ。獰猛かつ狡猾で、ギグさえも手を焼いていた。代々の「邪眼の術師イード」によりオウビスカ国の「迷いの森」に封印されている。
イードによってその魂は解き放たれており、封印されているのは力と体だけ残した抜け殻である。
ヴィジランス
声 - 笹沼晃
元・ハーフニィス界の死を統べる者。男性。ギグと瓜二つだが性格は正反対で、優しく生真面目。
ガジルにそそのかされたメディアンに殺され、ギグとして新生させられる。
ハーフニィス
声 - 水落幸子
ハーフニィス界の世界を統べる者。主人公とギグの夢に登場する女性。他の統べる者と違い、あまり表立って行動はしない。
ベルビウス
声 - 松久保いほ
ハーフニィス界の生を統べる者。女性。目的のためにかなり危険な策を講じるなど、手段を選ばないところがある。
レシリエンス
声 - 山口茜
ハーフニィス界の死を統べる者になるはずだった女神。しかし、優しい性格ゆえに命を司る責任を背負えず、自殺して輪廻の輪に帰ることを望んだ。ある時、ギグは当時の記憶を夢に見るが、「許して」と呟く彼女に対し、誰であるかすら覚えてないにも拘らず無意識に「許すかよ」と反応している。
その魂はガジルに利用され、フィーヌとして新生させられる。
ゲマ
声 - 竹達彩奈
ガジル界の生を統べる者。ゲムスの妹。管理された人生こそ幸福と考えている。
ゲムス
声 - 石井一貫
ガジル界の死を統べる者。ゲマの兄。民を信用しておらず、約束された死を与えることが死の恐怖を消す方法と考えている。
ガジル
声 - 細井治
ガジル界の世界を統べる者。男性。ハーフニィスのあるがままの世界を否定し、すべての魂をガジル界に移して世界の完全なる統治を夢見ていた。
ルジェ
声 - 松久保いほ
時空を越えて彷徨う女性の亡霊。生前は偉大な魔女であったが、最も愛していた弟子の裏切りにより命を落とす。その後、亡霊となって弟子を呪い殺し、金の頭蓋骨を持つ不気味な杖に封じて共に時空を彷徨い、様々な世界を荒らしまわっている。
普段は幼児退行した無邪気な残酷さを持つ性格だが、ある単語を耳にすると記憶を取り戻し、凶悪で理不尽な性格に変わる。
通常プレイでは登場しないキャラクター。2007年に発売された『グリムグリモア』にも登場する。
アサギ
声 - 山本麻里安
自称「全てのゲームを統べる者」の少女。日本一ソフトウェアお馴染みの隠しキャラで主役の座を狙っている。通常ルートでは登場しないキャラクターで、何度でも仲間に出来る上改名もできる。

## 世界設定
この作品における世界は3人の“統べる者”、下界では「神」とも呼ばれる存在である彼らが運営しており、それぞれ世界を統べる者、死を統べる者、生を統べる者と呼ばれる。この3者の誰か、または下級の神の一種である「世界を喰らう者」が下界にいなければ世界は崩壊してしまう。
彼らは例外なく強い力を持ち、2つの世界の行来や、魂を吸収して力を得たり、魂を自分の主のいる世界に送ることができる。“統べる者”は強い魂を使うことで「世界を喰らう者」を作ることも可能。
また、主人公達が住む世界ハーフニィス界と、もう一つの世界ガジル界があり、そちらにも3人の“統べる者”が存在している。
世界には輪廻の輪と呼ばれる魂の循環があり、肉体から離れた魂は死を統べる者によって運ばれ、その世界の生物として転生することで魂のバランスは保たれている。これらの循環が阻害されたり、他の世界の世界を喰らう者に魂を奪われ続けた場合、世界の魂の絶対数が足りなくなり、出産数の減少や地震の増加といった現象も起きる。
元々は一つの世界を7人の“統べる者”で治めていたが、下界の統治の仕方について対立し、世界をハーフニィス界とガジル界に分けた。ハーフニィス側は世界のあり方を人間に任せ、ガジル側は人間を神が完全に管理するという方針をとっている。
これらの世界のシステムは下界の人間には一部の例外を除いて知られておらず、広く知られる宗教「アピス教」でも全く世界のシステムや“統べる者”については触れられていない。
世界を喰らう者、そしてハーフニィスなどの言動から「全てを統べる者」も存在するが、登場はしていない。

## エンディングテーマ
象牙の月の揺りかご
作詞 - 新名加方里、作曲・編曲 - 佐藤天平、歌 - Serena

## 関連商品

### 書籍
- ソウルクレイドル 世界を喰らう者 ザ・マスターガイド ISBN 978-4-8402-3773-4
- ソウルクレイドル 世界を喰らう者 ザ・コンプリートガイド ISBN 978-4-8402-3876-2

### CD
- ソウルクレイドル アレンジトラック
- ソウルクレイドル ドラマCD 〜宮廷魔術師ヨードの華麗なる！大冒険〜